# قلدری جنسی

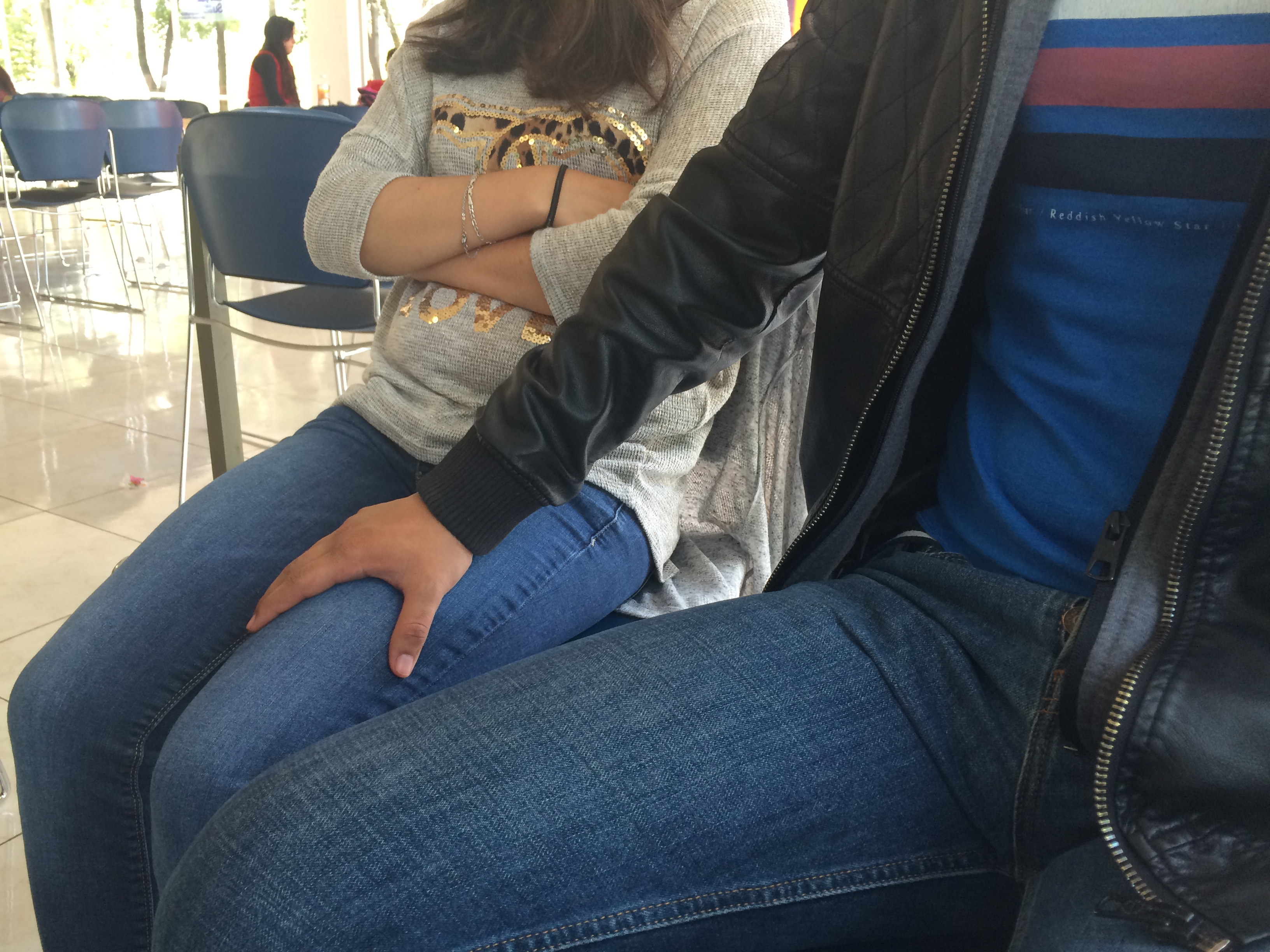
مرتبط

قلدری جنسی نوعی قلدری و آزار است که در ارتباط با جنسیت یا اعمال جنسی رخ می‌دهد. این پدیده می‌تواند فیزیکی، زبانی یا احساسی باشد.

## تعریف
انجمن ملی منع خشونت علیه کودکان قلدری جنسی را به عنوان هر نوع رفتار قلدرمآبانه، چه فیزیکی و چه غیرفیزیکی، که براساس جنس یا جنسیت فرد باشد، تعریف کرده است. قلدری جنسی زمانی رخ می‌دهد که جنس یا جنسیت توسط دختران و پسران به عنوان سلاحی علیه دختران و پسران دیگر به کار برود - اگرچه معمولاً معطوف به دختران است. این پدیده می‌تواند به صورت رو در رو، پشت سر فرد، یا با استفاده از تکنولوژی رخ دهد. خیریه قلدرگریزی نیز تعریفی مشابه از این پدیده دارد. این پدیده می‌تواند به صورت زبانی برای آزار دیگران انجام شود؛ مانند اینکه کسی را جنده، فاحشه یا کونی خطاب کردن، یا اینکه در مورد زندگی جنسی کسی شایعه درست کردن. در شکل افراطی آن می‌تواند لمس ناشایست، آزار جنسی و حتی تجاوز باشد. تعریف و توصیف قلدری و قلدری جنسی می‌تواند مشکل‌ساز باشد. اصطلاحات زننده اغلب به صورت دوستانه نیز به کار می‌رود، بنابراین بافتی که در آن چنین اصطلاحاتی به کار می‌رود نیز مهم است. در مقابل درحالیکه بیشتر قلدری‌های جنسی آشکار است، قسمت عمده‌ای چنین نیست و به صورت قلدری عادی ظاهر می‌شود. چیزی که در این مثال رخ می‌دهد مورد تمسخر قرار گرفتن فردی است که فاقد رفتار (به زعم مسخره‌کنندگان) مردانه است. ظاهراً قلدری فاقد محتوای جنسی است اما توسط فرد قلدر حمایت می‌شود تا نوع جنسی مورد نظرش را حاکم کند.